# الکساندروفکا (شهرستان باکالینسکی، باشقیرستان)
الکساندروفکا (به لاتین: Alexandrovka) یک منطقهٔ مسکونی در روسیه است که در باشقیرستان واقع شده‌است.